# День об'єднання дунайських князівств
День об'єднання дунайських князівств (рум. Ziua Unirii Principatelor Române) або, неофіційно, День Малого Союзу (румунська Ziua Micii Uniri) — державне свято Румунії, яке відзначається кожного 24 січня на честь об'єднання Дунайських князівств (Молдови та Волощини), також відомого як «Малий союз», 24 січня 1859 року під проводом князя Александру Йоана Кузи. Ця подія вважається такою ж важливою, як і першим кроком до мети створення унітарної румунської держави, що вважається відбулося 1 грудня 1918 року, коли Національні збори Румунії проголосили об'єднання Трансільванії, Банату, Кришани і Марамуреш з Королівством Румунія.
День об'єднання Румунських князівств був вперше затверджений Сенатом 2 червня 2014 року, а потім Палатою депутатів 3 грудня того ж року. Свято стало офіційним, коли через кілька днів 16 грудня Президент Румунії Траян Бесеску підписав указ про його проголошення. Таким чином, Закон № 171/2014 передбачає, що 24 січня центральні та місцеві органи влади можуть надавати матеріальну та матеріально-технічну підтримку мистецьким та культурним заходам, приуроченим до цього дня. З 2016 року для святкування цього дня в Румунії встановлено неробочий день.
День об'єднання румунських князівств відзначають і в Молдові.